# Carl von Woedtke

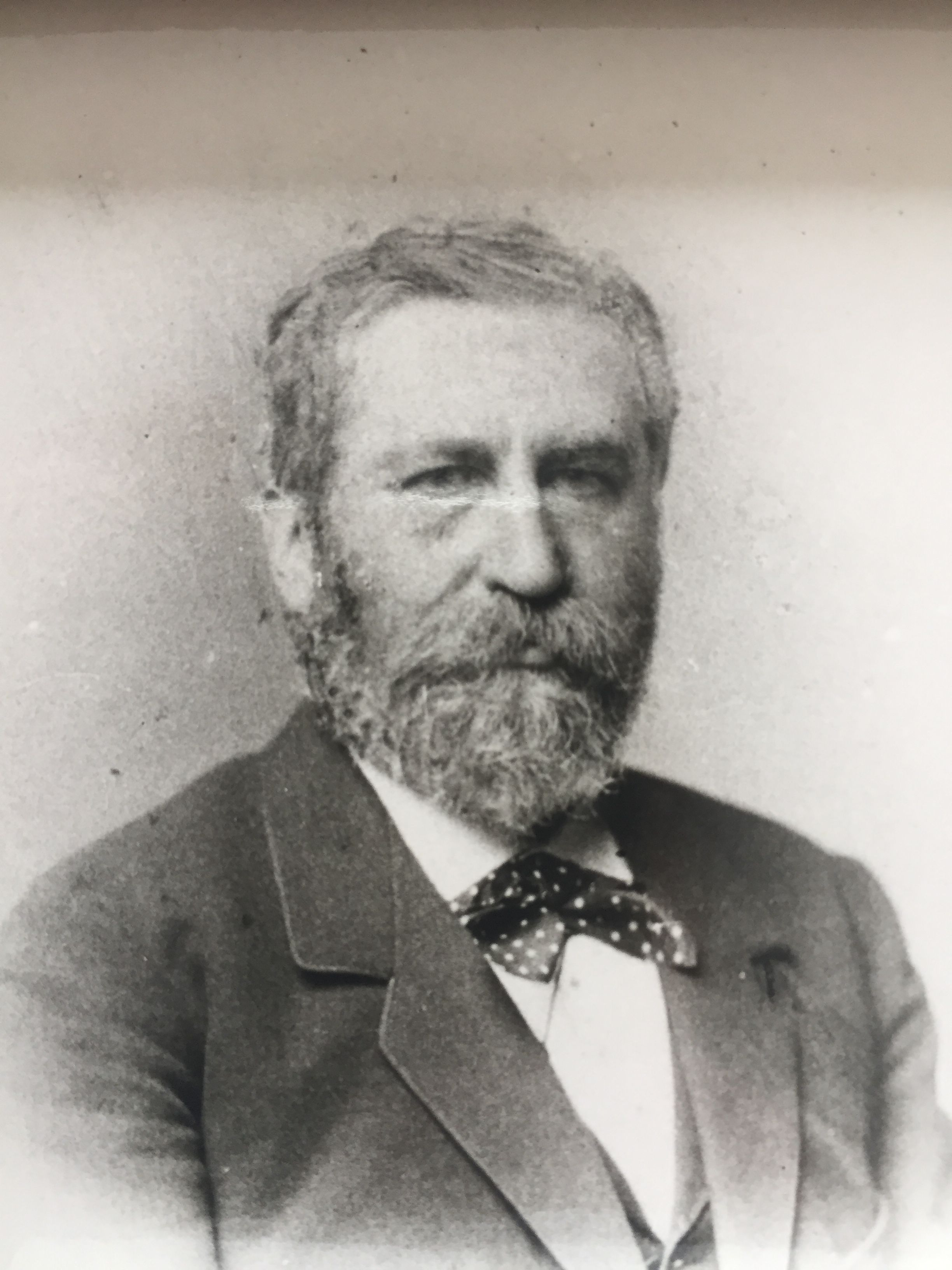
Carl von Woedtke

Carl Ludwig Alexander von Woedtke (* 17. September 1824 in Bolkow, Pommern; † 6. Mai 1901 ebenda) war Mitglied des deutschen Reichstags und Landrat des Landkreises Greifenberg in Hinterpommern.

## Leben
Carl von Woedtke war der Sohn von Carl Friedrich von Woedtke (1784–1849), Besitzer des Gutes Bolkow und preußischer Premierleutnant a. D., und dessen erster Ehefrau Laurette von Glasenapp, und ein rechter Vetter von  Reichskanzler Otto von Bismarcks Ehefrau Johanna von Bismarck, geborene von Puttkamer. Johanna von Bismarcks Mutter Luitgarde von Puttkamer, geborene von Glasenapp, war Schwester von Woedtkes Mutter.
Woedtke erhielt seine Ausbildung im Cadettencorps, war als Nachfolger seines Vaters Gutsherr auf dem gleichnamigen Rittergut Woedtke bei Greifenberg in Pommern und wurde Landrat des pommerschen Landkreises Greifenberg. Als Abgeordneter der Konservativen Partei  und Mitglied des Reichstags vertrat er bis 1881 den Wahlkreis Stettin 7 (Greifenberg – Kammin) des Regierungsbezirks Stettin. In der preußischen Armee hatte er den Rang eines Rittmeisters erreicht.
Carl von Woedtke heiratete 1856 Clara von Blanckenburg, Tochter des Hauptmanns im Berliner Invalidenhaus Adolf Lorenz von Blanckenburg und dessen Ehefrau Agnes geborene Freiin von Lyncker. Ihre Tochter Agnes (1867–1927) heiratete 1887 den späteren preußischen Generalleutnant Julius von Platen (1853–1922).
Carl von Woedtke-Woedtke war seit 1890 Rechtsritter des Johanniterordens und Mitglied der Pommerschen Genossenschaft dieser Kongregation.